# Макарьевский сельсовет (Ветлужский район)
Мака́рьевский сельсове́т — упразднённое сельское поселение в Ветлужском районе Нижегородской области.
Административный центр — деревня Пустошь.

## История
Статус и границы сельского поселения установлены Законом Нижегородской области от 15 июня 2004 года № 60-З «О наделении муниципальных образований — городов, рабочих посёлков и сельсоветов Нижегородской области статусом городского, сельского поселения».
Законом Нижегородской области от 28 августа 2009 года № 130-З сельские поселения Макарьевский сельсовет и Микрихинский сельсовет объединены в сельское поселение Макарьевский сельсовет с административным центром в деревне Пустошь.
В 2022 году сельское поселение как муниципальное образование было упразднено при преобразовании Ветлужского района в Ветлужский муниципальный округ.

## Население
| 2002 | 2010  | 2012  | 2013  | 2014  | 2015 | 2016 |
| ---- | ----- | ----- | ----- | ----- | ---- | ---- |
| 1320 | ↘1103 | ↘1070 | ↘1041 | ↘1016 | ↘992 | ↘980 |
| 2017 | 2018  | 2019  | 2020  | 2021  |      |      |
| ↘959 | ↘927  | ↘907  | →907  | ↗914  |      |      |

## Состав сельского поселения
| №  | Населённый пункт | Тип населённого пункта          | Население |
| -- | ---------------- | ------------------------------- | --------- |
| 1  | Алёшиха          | деревня                         | ↘13       |
| 2  | Аманово          | деревня                         | ↘1        |
| 3  | Андрейково       | деревня                         | ↘14       |
| 4  | Афимино          | деревня                         | ↗63       |
| 5  | Большая Микриха  | деревня                         | ↘8        |
| 6  | Валово           | деревня                         | ↗8        |
| 7  | Глушка           | деревня                         | ↘8        |
| 8  | Горелая          | деревня                         | →2        |
| 9  | Ефаниха          | деревня                         | ↘25       |
| 10 | Загатино         | деревня                         | ↘11       |
| 11 | Зиновиха         | деревня                         | ↘16       |
| 12 | Колосиха         | деревня                         | ↘0        |
| 13 | Копотиха         | деревня                         | ↘4        |
| 14 | Костливое        | деревня                         | ↘4        |
| 15 | Кривошеиха       | деревня                         | ↘3        |
| 16 | Кулемиха         | деревня                         | ↗9        |
| 17 | Курилово         | деревня                         | ↘0        |
| 18 | Макарьевское     | село                            | ↘9        |
| 19 | Маркуша          | деревня                         | ↘189      |
| 20 | Минино           | деревня                         | ↘44       |
| 21 | Нестериха        | деревня                         | ↘19       |
| 22 | Нижнее Кривцово  | деревня                         | ↗6        |
| 23 | Нижняя Слудка    | деревня                         | ↘1        |
| 24 | Нориха           | деревня                         | ↘8        |
| 25 | Панфилиха        | деревня                         | ↗149      |
| 26 | Пегариха         | деревня                         | ↗13       |
| 27 | Погорелка        | деревня                         | ↘4        |
| 28 | Потешиха         | деревня                         | →0        |
| 29 | Пустошь          | деревня, административный центр | ↘176      |
| 30 | Раздерягино      | деревня                         | →53       |
| 31 | Сергино          | деревня                         | ↗13       |
| 32 | Скрябино         | деревня                         | ↘192      |
| 33 | Спасское         | село                            | →1        |
| 34 | Тщаница          | деревня                         | ↘0        |
| 35 | Хохониха         | деревня                         | ↘0        |
| 36 | Ченебечиха       | деревня                         | →0        |
| 37 | Чухломка         | деревня                         | ↗33       |
| 38 | Шарапиха         | деревня                         | ↘4        |
| 39 | Шашино           | деревня                         | ↘0        |
| 40 | Шишкино          | деревня                         | ↘0        |